# Mesochorus areolaris
Mesochorus areolaris là một loài tò vò trong họ Ichneumonidae.